# KCTC (기업)
KCTC는 대한민국의 종합물류 기업이다. 본사는 서울특별시 중구 남대문로63(소공동)한진빌딩 22층에 위치해 있으며 대표이사는 류주환이다. 쿠팡과 물류·창고 업무 제휴를 맺고 있다

## 같이 보기
- 동방 (기업)

## 참고문헌
1. ↑  김준형, KCTC, 주가 급등... 홍해 물류 대란에 우회로 확대, 빅데이터뉴스, 2024-01-24
2. ↑  심성미, 쿠팡 흑자전환 소식에…날아오른 KCTC·동방, 한국경제, 2022년 11월 10일